# Kenneth M. Taylor
Pour les articles homonymes, voir Kenneth Taylor et Taylor.
Kenneth M. Taylor, Brigadier-général, USAF (23 décembre 1919–25 novembre 2006), est un général américain. Le 7 décembre 1941, alors qu'il était un jeune sous-lieutenant de l'USAAF américaine stationné à Pearl Harbor, fut le premier, avec son camarade d'escadrille George Welch à abattre un bombardier japonais. Leur exploit est relaté dans l'une des séquences du film Tora! Tora! Tora!.

## Jeunesse
Peu après sa naissance à Enid (Oklahoma), les Taylor déménagent à Hominy (Oklahoma). Taylor étudie à l'université d'Oklahoma à Norman, puis en 1940 il rejoint l'Army Air Corps.

## Pearl Harbor

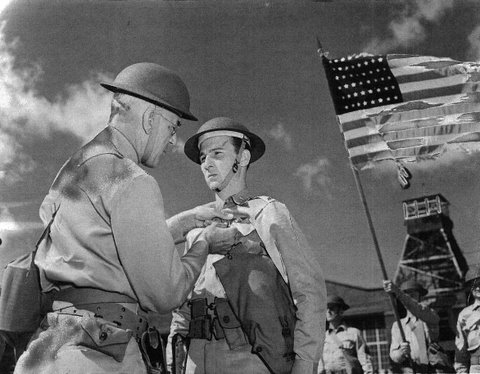
à droite, Taylor

Après une nuit passée à jouer au poker et à danser au club des officiers de Honolulu, Taylor et Welch sont réveillés par le vacarme d'avions passant à basse altitude, des tirs de mitrailleuses et des explosions. Taylor appelle le terrain auxiliaire d'Haleiwa et prend l'initiative d'ordonner que l'on prépare deux chasseur P-40 armés.
La Buick de Taylor est prise pour cible par les avions japonais alors que les deux pilotes parcourent les seize kilomètres qui les séparent d'Haleiwa. Ils arrivent néanmoins à la base où ils embarquent dans leurs Curtiss P-40B Tomahawk, qui les attendent prêts à décoller.
Après leur décollage, ils arrivent au terrain d' Ewa Mooring Mast Field qui est la cible de la seconde vague d'attaque des bombardiers japonais.
Taylor abat deux bombardiers puis se pose à Wheeler Field, avec Welch, pour réapprovisionner en munitions. Alors qu'une attaque se produit sur Wheeler, ils décollent à nouveau. Taylor est ensuite blessé au bras gauche par une balle tirée par un chasseur japonais. L'Air Corps crédite ensuite Welch de 4 avions abattus et Taylor de deux, aujourd'hui, les recherches effectuée dans les archives japonaises, donnent 4 avions à Taylor et deux pour Welch.
Pour leur action héroïque du 7 décembre, le département de la Guerre dans son communiqué numéro 19 du 13 décembre 1941, désigne Taylor et Welch comme les deux premiers héros de la Seconde Guerre mondiale, ce qui leur vaut la Distinguished Service Cross.

## Après Pearl Harbor
Taylor sert dans le Pacifique sud à Henderson Field sur l'île de Guadalcanal, et est crédité d'une nouvelle victoire avant d'être blessé et renvoyé aux États-Unis. Il sert ensuite sur plusieurs bases aériennes pendant et après la guerre, puis au Pentagone avant de prendre sa retraite de colonel en 1969. Après sa retraite de l'Air Force, Taylor est commandant de l' Alaska Air National Guard puis se retire avec le grade de brigadier-général. Après sa retraite il travaille dans le domaine des assurances en Alaska.

## Famille
Le 9 mai 1942, Taylor épouse Flora Love Morrison de Hennessey qu'il a rencontré alors qu'elle rendait visite à son père à Hawaii. Mariés durant 65 ans les Taylor ont eu deux enfants; une fille, Tina et un fils Kenneth II puis plusieurs petits enfants.
Taylor meurt le 25 novembre 2006 dans une maison de retraite à Tucson, Arizona.

## Source
- (en) Cet article est partiellement ou en totalité issu de l’article de Wikipédia en anglais intitulé « Kenneth M. Taylor » (voir la liste des auteurs).